# Hajós Árpád
Hajós Árpád, (Budapest, 1902. március 15. – Massa, Olaszország, 1971. január 23.) válogatott labdarúgó, fedezet, edző.

## Pályafutása

### Klubcsapatban
1921 és 1924 között a Budapesti Törekvés labdarúgója volt.
1925-től Olaszországban a következő csapatokban játszott: Calcio Reggiana, Calcio Bolgona, Calcio Milan. 1927-ben vonult vissza az aktív labdarúgástól.

### A válogatottban
1923-ban két alkalommal szerepelt a válogatottban. Tagja volt az 1924-es párizsi olimpián részt vevő csapatnak, de pályára nem lépett.

### Edzőként
1929 és 1948 között több, mint tíz olasz labdarúgócsapatnál tevékenykedett.

## Statisztika

### Mérkőzései a válogatottban
| Magyarország | Magyarország      | Magyarország     | Magyarország | Magyarország | Magyarország | Magyarország | Magyarország | Magyarország |
| #            | Dátum             | Helyszín         | Hazai        | Eredmény     | Vendég       | Kiírás       | Gólok        | Esemény      |
| ------------ | ----------------- | ---------------- | ------------ | ------------ | ------------ | ------------ | ------------ | ------------ |
| 1.           | 1923. március 11. | Lausanne         | Svájc        | 1 – 6        | Magyarország | barátságos   | -            |              |
| 2.           | 1923. május 6.    | Bécs, Hohe Warte | Ausztria     | 1 – 0        | Magyarország | barátságos   | -            |              |
|              | Összesen          |                  |              | 2            | mérkőzés     |              | 0            | gól          |